# Port lotniczy Renk
Port lotniczy Renk (ICAO: HSRN) – port lotniczy położony w Renk, w Sudanie Południowym, stan Nil Górny.